# Propontoleberis
Propontoleberis is een geslacht van uitgestorven kreeftachtigen uit de klasse van de Ostracoda (mosselkreeftjes).

## Soort
- Propontoleberis solanumiformis (Huang, 1975) Huang, 1983 †